# Fréro Delavega
Fréro Delavega este o formație din Franța, formată din Jérémy Frérot și Florian Delavega.
Frérot și Delavega au participat la Sezonul 3 din competiția muzicală The Voice: la plus belle voix. în Franța.

## The Voice: la plus belle voix
Fréro Delavega a participat în audiția pe nevăzute cu o interpretare a melodiei ,,Caroline" a lui MCSolaar difuzată în 1 februarie 2014 pe TF1 alegându-se cu scaunul întors doar din partea lui Mika. Ceilalți jurați Florent Pagny, Jenifer și Garou s-au abținut.
În mod implicit Fréro Delavega au fost aleși să facă parte din echipa Mika, progresează, ajungând în semifinala din 26 aprilie 2014, înainte să fie eliminați.
Performanțe

      Audiția (1 Februarie): ,,Caroline" a lui MCSolaar (doar un singur jurat s-a întors, acela fiind Mika. 

## DupăThe Voice
Băieții din Fréro Delavega s-au bucurat de popularitate dupa participarea la concursul The Voice, cu debutul single-lui oficial "Sweet Darling" care a devinit un hit de Top 20 în Franța. Albumul lor de debut intitulat Fréro Delavega, premiat numarul unu SNEP, în prima săptămână de la lansare. 

## Discografie

### Albume
| An   | Album                      | Poziții de vârf | Poziții de vârf | Poziții de vârf | Poziții de vârf | Premii            |
| An   | Album                      | FR              | BEL (Fl)        | BEL (Wa)        | SWI             | Premii            |
| ---- | -------------------------- | --------------- | --------------- | --------------- | --------------- | ----------------- |
| 2014 | Fréro Delavega             | 1               | 198             | 3               | 50              | - FR: 2x Platinum |
| 2015 | Des ombres et des lumieres | 4               | 8               | 17              |                 |                   |

### Single
| An   | Melodie                | Poziții de vârf | Poziții de vârf | Premii | Album                      |
| An   | Melodie                | FR              | BEL (Wa)        | Premii | Album                      |
| ---- | ---------------------- | --------------- | --------------- | ------ | -------------------------- |
| 2014 | "Sweet Darling"        | 18              | 24              |        | Fréro Delavega             |
| 2014 | "Il y a"               | 30              | –               |        | Fréro Delavega             |
| 2014 | "Le chant des sirènes" | 9               | 14              |        | Fréro Delavega             |
| 2014 | "Caroline"             | 107             | –               |        | Fréro Delavega             |
| 2014 | "Mon petit pays"       | 44              | 35              |        | Fréro Delavega             |
| 2015 | "Ton visage"           | 12              | 21              |        | Des ombres et des lumieres |
| 2016 | "Autour de moi"        | 72              | 13              |        | Des ombres et des lumieres |

## Legături externe
- Site oficial Arhivat în 21 noiembrie 2015, la Wayback Machine.
- Facebook